# 妙経寺 (小牧市)
妙経寺（みょうきょうじ）は、愛知県小牧市にある日蓮正宗の寺院である、正信会の僧侶が占有・居住している。山号は「広大山」（こうだいさん）。

## 起源と歴史
- 1891年（明治24年）9月5日 - 現在の所在地（当時は西春日井郡小木村）に、興門派教会所として建立される。開基は日蓮正宗大石寺第56世法主日応。
- 1896年（明治29年）1月27日 - 静岡県富士郡半野にあった妙経寺の寺号を移籍公称。
- 1900年（明治33年）大石寺とともに本門宗を離脱し、日蓮宗富士派の設立に参加。
- 1963年（昭和38年）4月28日 - 小牧市北外山に出張所を開設。
- 1967年（昭和42年）4月15日 - 北外山の出張所が普宣寺として独立。
- 1982年（昭和57年）9月16日 - 第6代住職が第67世法主日顕の法主としての地位を否定したため、日蓮正宗の宗制宗規に違背したことにより破門されたが、妙経寺を占有し居住している。
  - 妙経寺は日蓮正宗の末寺である。現住職（代表役員）も日蓮正宗の僧侶（普宣寺住職が兼務）である。また、総代（責任役員）も日蓮正宗の信徒（法華講妙経寺支部の信徒）であり、土地建物も妙経寺の所有するところである。ただし裁判所の第6代住職の地位保全の決定によって、存命中は妙経寺を占有することは認められているため、何らかの理由で退去しない限りは日蓮正宗は妙経寺においては宗教活動をすることはできない状態である。
  - 妙経寺信徒のうち、日蓮正宗側についた信徒は普宣寺の預かり信徒となる。日蓮正宗側の法華講妙経寺支部は存続しており、妙経寺が日蓮正宗に復帰した際には戻されることになっている。

## 所在地
- 愛知県小牧市小木4丁目14

## 交通手段
- 名鉄犬山線岩倉駅より車で10分

## 周辺
- 小牧市立小木小学校